# Dzsesszika
A Dzsesszika (Jessica)  a héber eredetű Jiszká névből származó angol név átvétele. Jelentése Isten rátekint. A név angol formája Shakespeare A velencei kalmár c. művéből vált ismertté.

## Rokon nevek
- Jeszénia:[1] a Dzsesszika alakváltozata.

## Névnapok
- július 17.[2]

## Gyakorisága
Az 1990-es években igen ritka név, a 2000-es években nem szerepel a 100 leggyakoribb női név között.

## Híres Dzsesszikák
- Jessica Alba amerikai színésznő
- Jessica Biel amerikai színésznő
- Jessica Lange amerikai színésznő
- Jessica Moore ausztrál teniszezőnő
- Jessica Napier ausztrál színésznő
- Jessica Simpson amerikai énekesnő
- Jessica Watson(wd) ausztrál vitorláshajós